# 워터크래프트

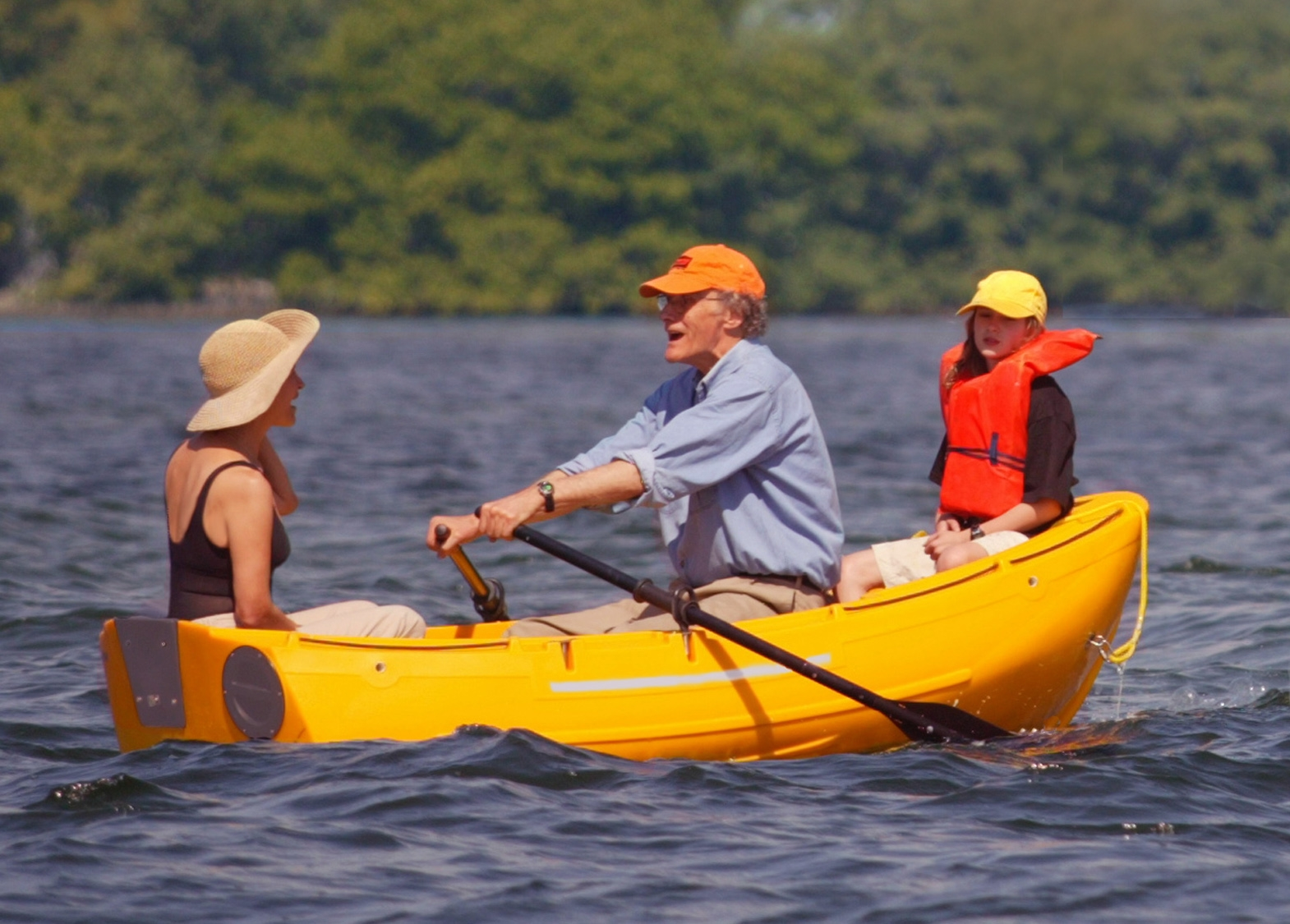
딩기

워터크래프트(watercraft)는 보트, 선박, 호버크래프트, 잠수정 또는 잠수함과 같이 수역을 가로지르거나 통과하여 여행하도록 설계된 모든 차량이다.

## 유형
워터크래프트는 선박, 요트, 보트, 수상 비행기, 위그선, 무인 수상 차량, 범선 및 뗏목, 카누, 카약 및 패들보드, 잠수함, 잠수정, 무인 수중 차량(UUV), 습식 잠수함 및 다이버 추진 차량을 포함하는 수중 선박, 호버크라프트, 자동차 보트, 수륙 양용 ATV 및 수상 비행기를 포함한 수륙 양용 차량과 같은 인력 선박을 포함하는 수상 선박으로 분류될 수 있다. 이러한 워터크래프트 중 상당수는 다양한 하위 범주를 갖고 있으며 다양한 요구 사항과 용도에 사용된다.

## 같이 보기
- 해운
- 수로